# 국제전기기술위원회
국제전기기술위원회(國際電氣技術委員會, International Electrotechnical Commission, IEC)는 전기, 전자, 통신, 원자력 등의 분야에서 각국의 규격·표준의 조정을 행하는 국제기관이다. 1906년에 설립되어 1947년 이후는 ISO의 전기·전자 부문을 담당하고 있다. 본부는 스위스의 제네바이다.
대한민국에서는 산업통상자원부 소속 기술표준원이 이 회의의 구성원이다.

## 가맹국

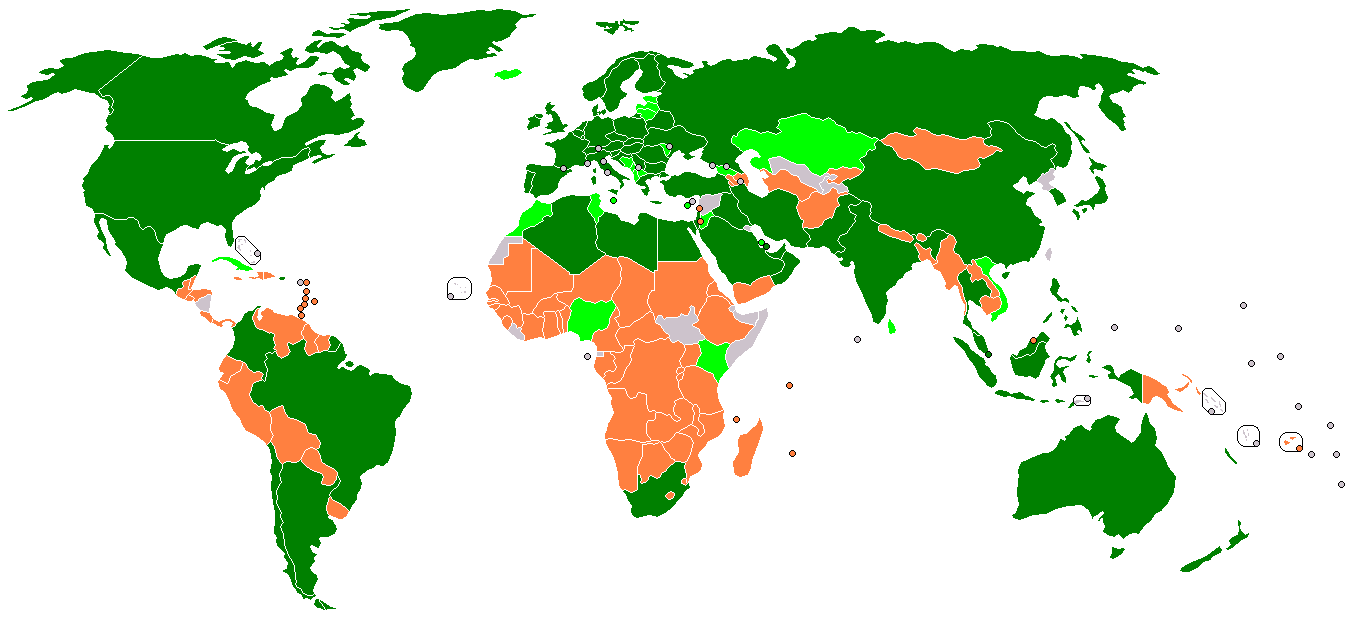
정식 멤버
준회원국
제휴

### 정식 멤버
- 알제리
- 아르헨티나
- 오스트레일리아
- 오스트리아
- 벨라루스
- 벨기에
- 브라질
- 불가리아
- 캐나다
- 콜롬비아
- 칠레
- 중화인민공화국
- 크로아티아
- 체코
- 덴마크
- 이집트
- 핀란드
- 프랑스
- 독일
- 그리스
- 헝가리
- 인도
- 인도네시아
- 이란
- 이라크
- 아일랜드
- 이스라엘
- 이탈리아
- 일본
- 리비아
- 룩셈부르크
- 말레이시아
- 멕시코
- 네덜란드
- 뉴질랜드
- 나이지리아
- 노르웨이
- 오만
- 파키스탄
- 페루
- 필리핀
- 폴란드
- 포르투갈
- 카타르
- 루마니아
- 러시아
- 사우디아라비아
- 세르비아
- 싱가포르
- 슬로바키아
- 슬로베니아
- 대한민국
- 남아프리카 공화국
- 스페인
- 스웨덴
- 스위스
- 태국
- 터키
- 우크라이나
- 아랍에미리트
- 영국
- 미국

### 준회원국 (투표 등 권한 제한)
- 알바니아[2]
- 바레인
- 보스니아 헤르체고비나
- 쿠바
- 키프로스
- 조선민주주의인민공화국
- 에스토니아
- 에티오피아
- 조지아[2]
- 가나
- 아이슬란드
- 요르단[2]
- 카자흐스탄
- 케냐
- 라트비아
- 리투아니아
- 북마케도니아
- 몰타
- 몰도바[2]
- 몬테네그로
- 모로코
- 스리랑카
- 튀니지
- 베트남
- 우간다

### 제휴
- 아프가니스탄
- 앙골라
- 앤티가 바부다
- 아르메니아
- 아제르바이잔
- 방글라데시
- 바베이도스
- 벨리즈
- 베냉
- 부탄
- 볼리비아
- 보츠와나
- 브루나이
- 부르키나파소
- 부룬디
- 캄보디아
- 카메룬
- 중앙아프리카 공화국
- 차드
- 코모로
- 콩고 공화국
- 콩고 민주 공화국
- 코스타리카
- 코트디부아르
- 도미니카 연방
- 도미니카 공화국
- 에콰도르
- 엘살바도르
- 에리트레아
- 에스와티니
- 피지
- 가봉
- 그레나다
- 과테말라
- 기니
- 기니비사우
- 가이아나
- 아이티
- 온두라스
- 자메이카
- 키르기스스탄
- 라오스
- 레바논
- 레소토
- 마다가스카르
- 말라위
- 말리
- 모리타니
- 모리셔스
- 몽골
- 모잠비크
- 미얀마
- 나미비아
- 네팔
- 니제르
- 팔레스타인
- 파나마
- 파푸아뉴기니
- 파라과이
- 르완다
- 세인트루시아
- 세인트빈센트 그레나딘
- 세네갈
- 세이셸
- 시에라리온
- 수단
- 수리남
- 탄자니아
- 감비아
- 토고
- 트리니다드 토바고
- 투르크메니스탄
- 우루과이
- 베네수엘라
- 예멘
- 잠비아
- 짐바브웨

## 같이 보기
- 국제 표준화 기구